# Alberto Michán Halbinger
Alberto Michán Halbinger (* 2. Dezember 1978 in Mexiko-Stadt) ist ein Springreiter. Bis Ende 2017 trat er für Mexiko an, seitdem startet er für Israel.
Im Mai 2013 befand er sich auf Platz 128 der Weltrangliste.

## Karriere
Alberto Michán Halbinger studierte Internationales Management am Instituto Tecnológico y de Estudios Superiores de Monterrey. Nach dem Studium war er in der Textilindustrie berufstätig.
Über seine Eltern hatte Alberto Michán früh Kontakt zu Pferden: Seine Mutter war Springreiterin, sein Vater trat als Charro bei Charrerías an. Er selbst begann im Alter von fünf Jahren mit dem Reiten. In den Turniersport startete er drei Jahre später – auf Wunsch der Mutter nicht als Charro, sondern im weniger gefährlichen Springreiten. Auch sein jüngerer Bruder Daniel Michán Halbinger ist als Springreiter aktiv.
Bereits mit neun Jahren wurde Alberto Michán mexikanischer Meister seiner Altersklasse, im Jahr 1996 gewann er die Goldmedaille bei den nordamerikanischen Meisterschaften der Jungen Reiter im Springreiten.
Im Jahr 2006 folgte seine erste Teilnahme an einem Weltcupfinale sowie an den Weltreiterspielen. 2008 begann für Michán eine mehrjährige Zusammenarbeit mit Alfonso Romo, zudem ritt er seine ersten Olympischen Spiele.
Seit dem Jahr 2011 betreibt Alberto Michán den Sport nicht mehr als Hobby, sondern als Berufsreiter. Hierfür verlegte er seinen Wohnsitz zunächst nach Europa. Bei den Olympischen Spielen 2012 in London sprang er im Sattel von Rosalia La Silla auf den fünften Platz in der Einzelwertung. Mit der mexikanischen Mannschaft belegte er den neunten Platz. Kurz nach den Olympischen Spielen wechselte die Stute in den Stall von Bassem Hassan Mohammed.
Inzwischen in Wellington (Florida) im Stall des US-amerikanisch-israelischen Reiters Ilan Ferder ansässig, wechselte Michán zum Jahreswechsel 2017/2018 die Nationalität im Sport. Seit 1. Januar 2018 tritt er für Israel an. Er ist damit nach Daniel Bluman der zweite international erfolgreiche lateinamerikanische Springreiter, der im Hinblick auf die Olympischen Spiele 2020 für Israel startet.

## Pferde (Auszug)
- Rosalia La Silla (* 2001), Holsteiner, braune Stute, Vater: Cassini I, Muttervater: Contender, bis September 2012, wird inzwischen von Bassem Hassan Mohammed geritten.
- Lavita (* 1996), Holsteiner, braune Stute, Vater: Coriano, Muttervater: Cassini

## Erfolge
- Olympische Spiele:
  - 2008, Peking: mit Lavita 28. Platz im Einzel und 9. Platz mit der Mannschaft
  - 2012, London: mit Rosalia La Silla 5. Platz im Einzel und 9. Platz mit der Mannschaft

- Weltreiterspiele:
  - 2006, Aachen: mit Lavita 67. Platz im Einzel und 19. Platz mit der Mannschaft
  - 2014, Caen: mit Carusso LS La Silla 63. Platz im Einzel und 22. Platz mit der Mannschaft

- Panamerikanische Spiele:
  - 2011, Guadalajara: mit Rosalia La Silla 5. Platz im Einzel und 3. Platz mit der Mannschaft

- Zentralamerika- und Karibikspiele:
  - 2006, Bogotá: mit Risque Tout 15. Platz im Einzel und 1. Platz mit der Mannschaft
  - 2010, Mayagüez: mit Rosalia La Silla 2. Platz im Einzel und 2. Platz mit der Mannschaft